# Hrišovce
Hrišovce jsou obec na Slovensku v okrese Gelnica ležící v pohoří Branisko. Žije zde 285 obyvatel. První písemná zmínka o obci pochází z roku 1311.
V obci se nachází jednolodní římskokatolický kostel Panny Marie Růžencové z třicátých let 19. století.